# Luo Xuejuan
Xuejuan Luo (China, 26 de enero de 1984) es una nadadora  especializada en pruebas de estilo braza, donde consiguió ser campeona olímpica en 2004 en los 100 metros.

## Carrera deportiva
En los Juegos Olímpicos de Atenas 2004 ganó la medalla de oro en los 100 metros estilo braza, con un tiempo de 1:06.64 segundos que fue récord olímpico, por delante de las australianas Brooke Hanson y Leisel Jones.